# Чудновский, Яков Петрович
Я́ков Петро́вич Чудно́вский (1 апреля 1886, Кременчуг — 29 августа 1944, Ленинабад) — советский организатор кинопроизводства, общественный деятель. Жертва политических репрессий в СССР.

## Биография
Родился в Кременчуге Полтавской губернии в еврейской семье, по происхождению из мещан. Окончил 3-классное городское училище, экстерном сдал выпускные экзамены за 8 классов коммерческого училища. До 1906 года служил в аптеке, давал уроки.
В 1908—1910 годах — на военной службе в Русской императорской армии; служил рядовым, ротным, батальонным писарем в 7 роте 153 пехотного Бакинского полка в Александрополе. В 1910 году поступил в Томский технологический институт Императора Николая II на горное отделение, в 1911 году исключён за политическую неблагонадёжность. В 1912—1915 годах учился в Императорском Санкт-Петербургском политехническом институте на экономическом отделении, но не окончил его. 
В 1912—1914 годах работал на частной фирме: заведовал домом, выполнял конторские обязанности. В 1914—1917 годах — технический секретарь в конторе А. Л. Животовского в Петрограде, в 1915 году по служебному поручению жил около месяца в Стокгольме.
В 1918—1919 годах — заведующий бюро закупок отдела организации производства, член коллегии по распределению металлов секции по металлу Совета народного хозяйства Северного района. Член РКП(б) с 1918 года. В 1919—1921 годах служил в Красной армии: заведовал учётом политработников Политотдела 7 Армии, затем — заведующий продовольственной и вещевой базой отдела снабжения 7 армии.
В 1921—1923 годах — уполномоченный Наркомвнешторга РСФСР (НКВТ) в Карелии; помощник управляющего (по другим сведениям — заведующий отделением виз) отдела лицензий Северо-Западного областного управления НКВТ.
В 1923—1925 годах — управляющий Госкинотеатрами, заведующий коммерческой частью Северо-Западного областного управления по делам фотографии и кинематографии «Севзапкино». В марте 1925 года назначен заведующим Ленинградским отделением Всероссийского фотокинематографического акционерного общества «Совкино».
В 1925—1927 годах — инспектор при правлении АО «Совкино» в Москве, руководитель кинопропрокатной группы Ассоциации революционной кинематографии (АРК). В 1928—1933 годах — ответственный секретарь (оргсекретарь), член секретариата, управляющий делами и управляющий Домом кино Ленинградской ассоциации работников революционной кинематографии (ЛенАРРК) (с 1932 года — Ленинградского бюро Российской ассоциации работников революционной кинематографии (РОСАРРК)). Входил в состав художественно-сценарного бюро Ленинградской кинофабрики «Совкино» (1928). Был председателем Временной контрольной комиссии на Ленинградской кинофабрике «Союзкино» (1931). Является одним из инициаторов создания Ленинградского дома кино.
В 1935 году исключен из ВКП(б) и арестован по политическим мотивам, через 4 месяца после ареста был освобождён. Летом 1936 года работал директором Дома отдыха Всерабис в посёлке Сиверский. Повторно арестован весной 1937 года, через 4 месяца отправлен с семьёй в ссылку в Ленинабад, работал экономистом в Ленинабадском горкомхозе. Арестован в третий раз 21 июня 1938 года, осуждён 23 декабря 1939 года выездной тройкой НКВД по статье 58 к 5 годам ИТЛ. Умер 29 августа 1944 года в Ленинабаде. Реабилитирован посмертно 21 января 1957 года.

## Комментарии
1. ↑  Абрам Львович Животовский — российский, шведский и американский банкир, купец 1-й гильдии, дядя Л. Д. Троцкого по материнской линии.